# 桥楼乡 (青川县)
桥楼乡，是中华人民共和国四川省广元市青川县曾经下辖的一个乡。2019年12月，撤销桥楼乡，将其所属行政区域划归三锅镇管辖。

## 行政区划
桥楼乡撤销前下辖以下地区：
青石村、河西村、新龙村社区村、苏阳村、八角村、新倪村、渔龙村和寨坪村。